# Elena Vázquez Menéndez
Elena Vázquez Menéndez (Madrid, 24 de septiembre de 1940) es una asistente social y política socialista española.
Trabajadora en Tabacalera desde 1963, se afilió al Partido Socialista Obrero Español (PSOE) y a la Unión General de Trabajadores (UGT) en 1973, ocupando puestos de responsabilidad en la dirección confederal y como secretaria general de la Federación de Alimentación y Tabacos del sindicato. Fue elegida diputada al Congreso por la circunscripción electoral de Madrid en las elecciones generales de 1979 y en las de 1982, segundo mandato durante el cual fue miembro de la Comisión de control de Radio Televisión Española. Después abandonó la política nacional para formar parte del gobierno de la Comunidad de Madrid, donde fue consejera de Integración Social en los gobiernos de Joaquín Leguina desde 1987 a 1995. En las elecciones a la Asamblea de Madrid de 1995 y de 1999, fue elegida Diputada en la candidatura del Partido Socialista de Madrid (PSM-PSOE). En 2002 renunció a cobrar el complemento de pensiones establecido por la Asamblea de Madrid para los miembros de la misma que hubieran ocupado escaño dos legislaturas.